# Taxa de processamento de artigo
Uma taxa de processamento de artigo ( APC ), também conhecida como taxa de publicação, é uma taxa que às vezes é cobrada dos autores. Mais comumente, está envolvido na disponibilização de um trabalho acadêmico como acesso aberto (AA), em um periódico de AA completo ou em um periódico híbrido .  Esta taxa pode ser paga pelo autor, pela instituição do autor ou pelo seu financiador de pesquisa. Às vezes, as taxas de publicação também estão envolvidas em periódicos tradicionais ou em conteúdo pago . Alguns editores dispensam a taxa em casos de dificuldades ou localização geográfica, mas esta não é uma prática generalizada. Uma taxa de processamento de artigo não garante que o autor retenha os direitos autorais do trabalho ou que ele será disponibilizado sob uma licença Creative Commons .

## Contexto

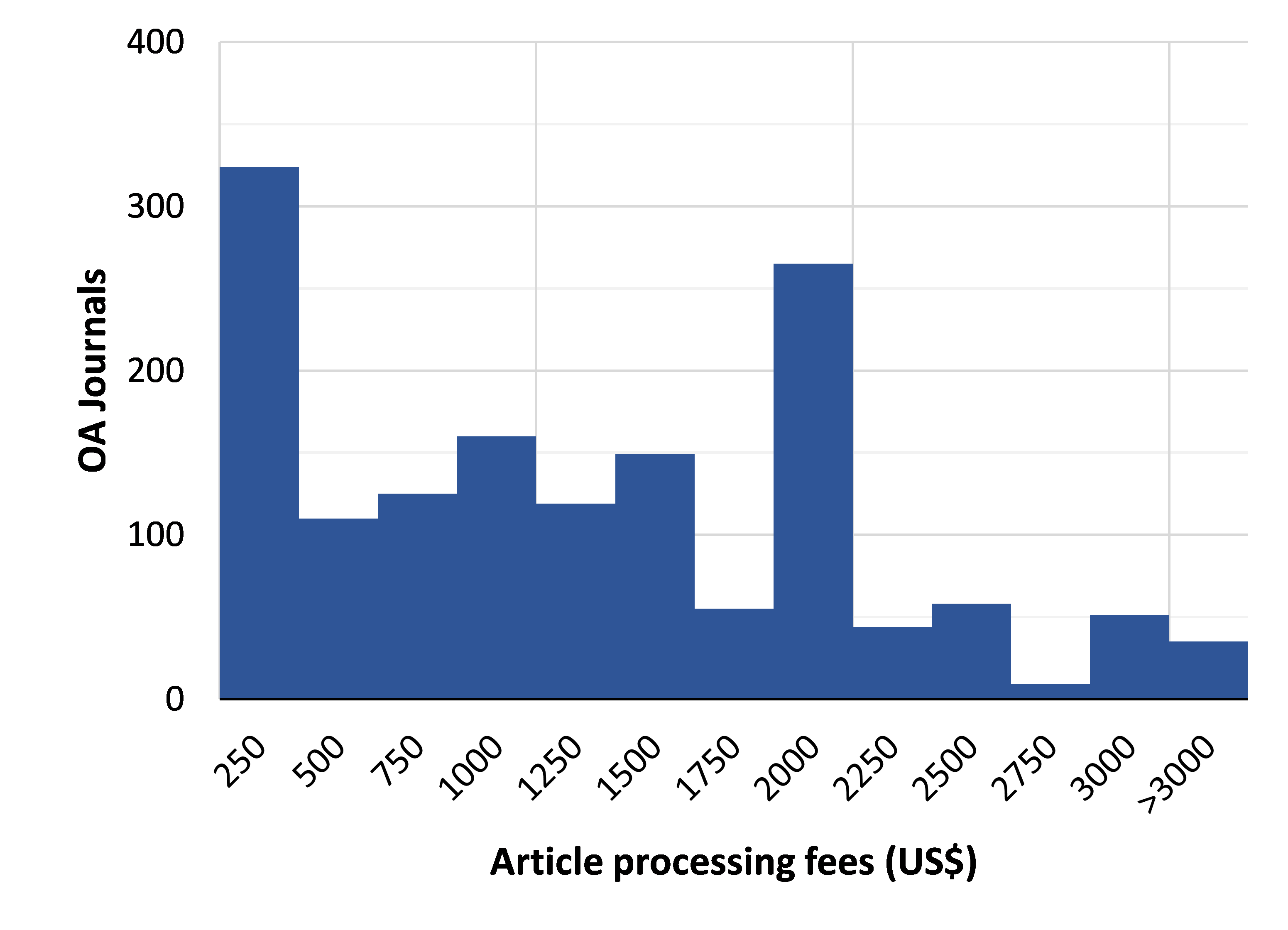
Taxas de processamento de artigos para periódicos indexados no Directory of Open Access Journals (2019)

As revistas utilizam uma variedade de formas de gerar o rendimento necessário para cobrir os custos de publicação (incluindo custos editoriais, quaisquer custos de administração do sistema de revisão por pares), tais como subsídios de instituições e assinaturas . A maioria das revistas de acesso aberto não cobra taxas de processamento de artigos, mas um número significativo e crescente delas o faz. Eles são o método de financiamento mais comum para artigos de acesso aberto publicados profissionalmente.
As taxas de APC aplicadas à pesquisa acadêmica geralmente são caras, limitando efetivamente a publicação de acesso aberto a instituições, acadêmicos e estudantes mais ricos.
O modelo APC de acesso aberto, entre outras controvérsias, faz parte do debate ético do Open Access OA mais amplo e cada vez mais global.
A maioria dos periódicos não cobra APCs. O APC médio global por periódico é de US$1 626 , e seu aumento recente indica "que os autores optam por publicar em periódicos mais caros".
Uma análise de 2019 mostrou que 75% dos gastos europeus em periódicos científicos vão para as "cinco grandes" editoras ( Elsevier, Springer Nature, Wiley, Taylor &amp; Francis e American Chemical Society (ACS) ). Juntos, eles foram responsáveis por 56% dos artigos publicados.

## Outras taxas de publicação
As taxas de autor ou taxas de página existem pelo menos desde a década de 1930. Diferentes editoras acadêmicas têm níveis de taxas muito variáveis, de menos de US$ 100 a mais de US$ 5.000, e às vezes até mesmo € 9.500 (US$ 10851 ) para o periódico Nature . Entretanto, um estudo independente indicou que os custos reais da publicação eficiente de um artigo académico deveriam situar-se na ordem dos 200–1000 euros. Às vezes, editoras tradicionais cobram altas taxas para publicar em um periódico híbrido de acesso aberto, o que torna um artigo individual em um periódico de assinatura de acesso aberto. O APC médio para periódicos híbridos foi calculado como sendo quase duas vezes maior do que o APC de editoras de acesso aberto completo. Os periódicos com altos fatores de impacto de grandes editoras tendem a ter os maiores APCs.
Os artigos de acesso aberto geralmente têm uma sobretaxa em comparação com o conteúdo de acesso fechado ou pago; por exemplo, os Anais da Academia Nacional de Ciências cobram US$ 1.590 a US$ 4.215 por artigo (dependendo do tamanho) para acesso fechado, com uma sobretaxa de US$ 1.700 a US$ 2.200 para acesso aberto (dependendo da licença).  Da mesma forma, o Journal of Geophysical Research da AGU cobra US$ 1.000 para acesso fechado e US$ 3.500 para acesso aberto.
Mesmo quando os editores não cobram taxas padrão, taxas de excesso ou de tamanho excessivo ainda podem ser aplicadas após um certo número de páginas ou unidades de publicação ser excedido; taxas de cor adicionais podem ser aplicadas para figuras,  principalmente para periódicos impressos que não são somente on-line.
Embora as taxas de publicação ocorram após a aceitação do artigo, as taxas de submissão do artigo são cobradas antes do início da revisão por pares ; elas são comuns entre periódicos em alguns campos, por exemplo, finanças e economia. A taxa por página pode se referir às taxas de publicação ou de envio.

## Crítica

### Custo dos artigos de pesquisa

#### Custo para cientistas e órgãos financiadores
Os custos de processamento de artigos transferem o ónus do pagamento dos leitores para os autores (ou seus financiadores), o que cria um novo conjunto de preocupações. Uma preocupação é que, se uma editora lucra aceitando artigos, ela tem um incentivo para aceitar qualquer coisa enviada, em vez de selecionar e rejeitar artigos com base na qualidade. No entanto, isto poderia ser remediado cobrando a revisão por pares em vez da aceitação.  Outra preocupação é que os orçamentos institucionais podem precisar de ser ajustados para fornecer financiamento para as taxas de processamento de artigos necessárias para publicar em muitas revistas de acesso aberto (por exemplo, aquelas publicadas pela BioMed Central ). Foi argumentado que isto pode reduzir a capacidade de publicar resultados de investigação devido à falta de fundos suficientes, levando a que algumas investigações não se tornem parte do registo público.
Outra preocupação é o redirecionamento de dinheiro de grandes agências de financiamento, como os Institutos Nacionais de Saúde e o Wellcome Trust, do apoio direto à pesquisa para o apoio à publicação de acesso aberto. Robert Terry, consultor político sénior do Wellcome Trust, afirmou que considera que 1 a 2% do seu orçamento para investigação passará da criação de conhecimento para a disseminação de conhecimento.
As instituições de investigação poderiam cobrir o custo do acesso aberto convertendo-o para um modelo de recuperação de custos de revistas de acesso aberto, com as poupanças das instituições na assinatura anual de acesso às ferramentas disponíveis para cobrir os custos anuais da publicação em acesso aberto.  Um estudo de 2017 da Sociedade Max Planck estima que o faturamento anual das editoras acadêmicas chega a aproximadamente € 7,6 bilhões. Argumenta-se que esse dinheiro vem predominantemente de bibliotecas científicas financiadas publicamente, que compram assinaturas ou licenças para fornecer acesso a periódicos científicos para seus membros. O estudo foi apresentado pela Biblioteca Digital Max Planck e concluiu que os orçamentos de assinatura seriam suficientes para financiar as taxas de publicação de acesso aberto, mas não aborda como os autores não afiliados ou os autores de instituições sem fundos contribuirão para o registro acadêmico.
As altas margens de lucro operacional das editoras, muitas vezes em trabalhos de pesquisa financiados publicamente, e suas práticas de direitos autorais as sujeitaram a críticas por parte dos pesquisadores. Por exemplo, um artigo do Guardian informou que, em 2010, o braço de publicação científica da Elsevier relatou lucros de £ 724 milhões em pouco mais de £ 2 bilhões em receita. Foi uma margem de 36% – superior à registada pela Apple, Google ou Amazon nesse ano.

#### Acesso desigual à publicação
A menos que existam descontos disponíveis para autores de países com baixos rendimentos, ou seja fornecido financiamento externo para cobrir os custos, os custos de processamento de artigos podem excluir autores de países em desenvolvimento ou de áreas de investigação menos financiadas da publicação. Alguns editores justificam parte da taxa de processamento do artigo atribuindo-a ao custo de produção do material impresso, quando na realidade publicam apenas edições digitais. No modelo tradicional, os custos proibitivos de algumas assinaturas de revistas sem acesso aberto já representam um pesado fardo para a comunidade de investigação. Muitas editoras de acesso aberto oferecem descontos ou isenções de taxas de publicação a autores de países em desenvolvimento ou que sofrem dificuldades financeiras.
Por estas razões, alguns organismos de financiamento simplesmente não pagam as taxas adicionais para a publicação em acesso aberto: a iniciativa de investigação científica da União Europeia Horizonte Europa não cobre os APC para artigos em revistas híbridas de acesso aberto .

### Modelo de acesso aberto Diamond
Acesso aberto diamante é um termo usado para descrever periódicos que não cobram taxas de processamento de artigos e disponibilizam artigos para leitura sem restrições. Em 2020, os periódicos OA diamante representaram 69% dos periódicos do Directory of Open Access Journals, mas publicaram apenas 35% dos artigos.  Em 2021, estimou-se que 17.000 a 29.000 periódicos OA diamante publicaram 8–9% de todos os artigos de periódicos acadêmicos e 45% dos artigos de acesso aberto.  Quase todos os periódicos OA latino-americanos usam o modelo diamante, enquanto um pouco mais da metade dos periódicos OA africanos e da Europa Ocidental são OA diamante. No entanto, a percentagem de artigos OA Diamond abrangidos pelo Scopus e pelo Web of Science no mesmo ano foi inferior a 1%, o que sugere que "os dados baseados no Scopus ou no Web of Science são enviesados para a publicação com base em acesso pago e em taxas de processamento de artigos, uma vez que as revistas Diamond estão sub-representadas (nestas bases de dados)".  O mesmo estudo também descobriu que os artigos OA diamante compreendiam 81% de todos os artigos OA em Humanidades, mas apenas 30% em Medicina e Ciências.